# Площадь Московские Ворота
Пло́щадь Моско́вские Воро́та — площадь в Санкт-Петербурге на пересечении Московского и Лиговского проспектов.

## Наименование
Название площадь Московские ворота возникло в начале XX века. 15 мая 1965 года присвоено название Московская площадь. Первоначальное название площадь Московские ворота возвращено 28 октября 1968 года.

## История

### Предыстория

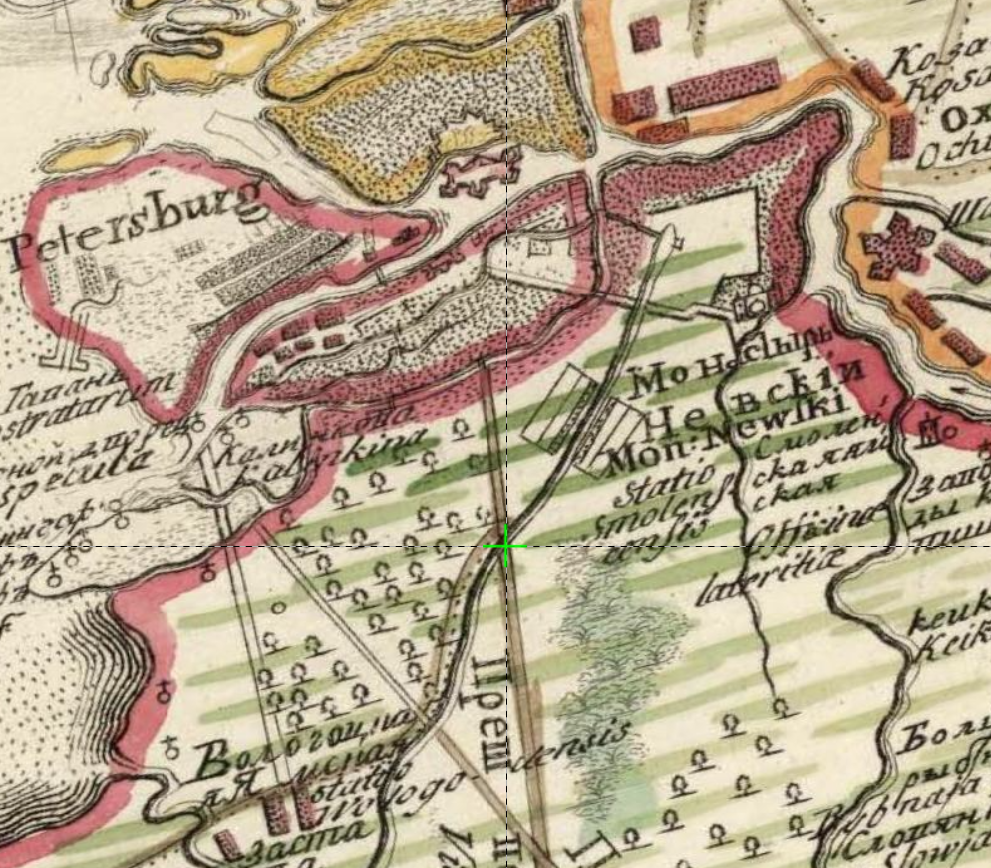
Пересечение Лиговского канала и дороги на Москву на карте Делиля 1745 года

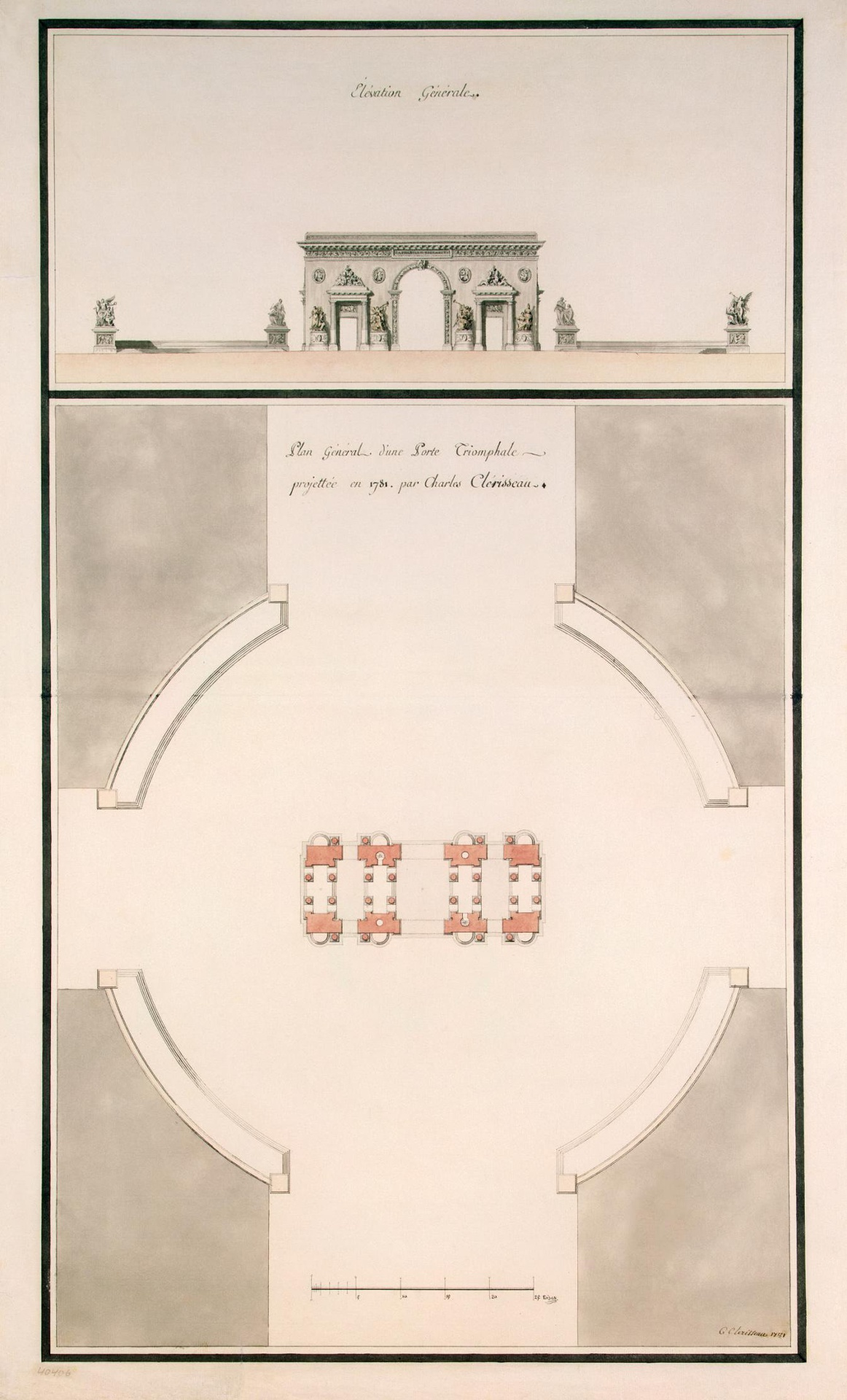
Общий план Московской заставы Клериссо

В 1718—1721 годах для снабжения города питьевой водой и позже для питания фонтанов Летнего сада был прорыт Лиговский канал. В месте его пересечения с дорогой на Москву был построен деревянный мост. В 1780 году Екатерина II заказала французскому архитектору Шарлю Клериссо проект триумфальных ворот для установки их на выезде из Санкт-Петербурга в Москву, который на тот момент находился на набережной Фонтанки. Архитектор выполнил не только проект самих ворот, но и нарисовал план обустройства предполагаемой площади вокруг них. Проект этот не был исполнен по причине высокой стоимости и хранится в музее Академии Художеств.
Снова к проектам постройки триумфальных ворот на Московской дороге возвращались в 1817 и 1827 годах — дважды архитектор Василий Стасов создавал проекты, которые по разным причинам не были воплощены в жизнь. В 1831 году Альберт Кавос разработал проект «Площади Победы» в честь победы в Русско-турецкой войне 1828—1829 годов. Со стороны города на площадь, окружённую решёткой из копий, вела трёхпролётная дорическая колоннада. По обе боковые стороны площади предполагалось построить две пирамиды, посвящённые победам русской армии на Кавказе и Балканах. Со стороны Москвы же на площадь должна была вести трёхпролётная триумфальная арка средний пролёт которой был задуман более крупным и предназначался для повозок, по бокам же планировались более мелкие для пешеходов. Этот проект, как и проект Клериссо не был реализован из-за высокой стоимости.

### Московская застава
В 1833 году Николай I утвердил доработанный проект Стасова 1827 года. Границей города в те годы был Обводный канал, но в связи с ростом города место новой заставы с триумфальными воротами было определено южнее, между Лиговским и запланированным к постройке вторым Обводным каналами. В июне 1834 года по проекту и под наблюдением инженера Иосифа Завадовского было начато строительство двух объездных дорог с мостами через Лиговский канал, чтобы перенести на них движение с Московского шоссе. В дальнейшем эти объездные дороги и сформировали площадь. Из-за встретившегося на пути прокладки торфянистого грунта стройка затянулась и завершилась только 26 августа.
К моменту сдачи объездных дорог в эксплуатацию на строительной площадке был вырыт котлован под устройство фундамента, сама она была огорожена и снабжена всеми необходимыми постройками. 14 (26) сентября состоялась торжественная церемония закладки ворот в присутствии чиновников, членов строительной комиссии и приглашённых гостей, для чего в котлован был построен лестничный спуск, а на дне сооружены мостки и площадка с перилами. В ходе церемонии в основание фундамента были заложены 22 камня с золочёными инициалами архитектора Стасова и других лиц, принимавших участие в организации строительства, а также камень с памятной надписью, в углубление в котором были помещены памятные золотые, платиновые и медные монеты на сумму 126 рублей. Во время завершения строительства ворот, 19 апреля (1 мая) 1835 года к северу от них, по обе стороны дороги, были заложены две кордегардии. К концу строительного сезона кордегардии были закончены в конструкциях, в сезоны 1936 и 1937 годов в них велись отделочные работы.
Примерно к этому же времени относится проект ограды, задуманной к установке по линии от ворот к кордегардиям и от тех полукругом до моста через Лиговский канал. Проектный чертёж решётки был высочайше утверждён в Петергофе 16 (28) июля 1837 года и передан Александровскому заводу, который сразу начал их изготовление и установку. Последние секции решёток были смонтированы в сентябре 1838 года, тогда же по углам цоколей было вкопано 12 чугунных тумб и столько же полутумб для защиты от ударов проезжающими экипажами. 12 (24) сентября 1838 года вышло предписание министра финансов изготовить две чугунных скамьи для установки в боковых пролётах ворот для отдыха пешеходов и четыре фонарных столба для освещения ворот и моста через Лиговский канал, что стало последним заказом Александровскому заводу для заставы. Фонари же были изготовлены механиком Бахом в Полицейском депо Санкт-Петербурга и установлены в следующем порядке: по 2 фонаря на 2 ажурных чугунных столба между колоннами сбоку от центрального проезда, по фонарю при входах в кордегардии, между колоннами, 2 фонаря на ажурных чугунных столбах у моста через канал и один — на деревянном столбе у шлагбаума.
От ворот до моста через Лиговский канал была устроена дорога шириной в 4 лошади с тротуарами в две лошади по обе стороны. С загородной стороны ворот приблизительно в 9 саженях от них был поставлен деревянный шлагбаум с будкой для часового, дорога от шлагбаума до ворот была ограничена деревянным барьером. Уровень грунта возле ворот и кордегардий был поднят с устройством откосов, которые на съездах дорог были вымощены камнем, в остальных же местах укреплены дёрном. Объездные дороги, построенные на время строительства, были отремонтированы и оставлены для перегона скота. 25 марта здание восточной кордегардии было передано в Таможенное ведомство Министерства финансов и в нём была размещена пограничная стража.
Церемония открытия ворот состоялась 16 (28) октября 1838 года в присутствии всех основных участников строительства: архитектора Стасова, директора Александровского литейного завода и членов строительной комиссии. Все они получили в ознаменование завершения строительства денежные награды. В ознаменование постройки ворот генералам, принимавшим участие в Турецкой, Польской и Персидской кампаниях, и некоторым другим лицам были вручены бронзовые, серебряные и золотые медали. 1 (13) ноября ворота и западная кордегардия были сданы в ведение комитета городских строений.
В 1866 году Высочайшим повелением военный караул у Московских ворот был упразднён. К этому моменту площадь получила наименование в честь ворот.

### Городская площадь
В 1867 году кордегардии были переданы в Морское ведомство и использовались для размещения нижних чинов вместо морских зданий в Галерном селении. В числе прочих в этих казармах размещались артиллерийские команды, участвовавшие в опытных стрельбах на Волковом поле. В августе 1868 года к Московским воротам со стороны города была проложена линия конки, перед въездом на заставу была устроена конечная станция с оборотом, а чуть севернее — на Забалканском проспекте — коночный парк.
5 (17) сентября 1878 года площадь стала местом встречи членами императорской семьи и населением столицы Егерского лейб-гвардии полка, возвращавшегося с победой с русско-турецкой войны. Дома вдоль Забалканского проспекта были украшены торжественными знамёнами, коврами, флагами и цветами; со стороны города у ворот были повешены гирлянды, а на подъезде к Обводному каналу соорудили временную триумфальную арку. Сами ворота по верху были украшены большим количеством флагов, посередине установили хоругвь с императорским штандартом. Помимо украшения, площадь со стороны пригородов приспособили для этого мероприятия: казарму на западном краю приготовили для приёма членов императорской семьи, вдобавок установив по сторонам от неё бюсты императора и императрицы; установили по двум сторонам от казармы полудугообразные амфитеатры для зрителей, обитые красным сукном; у выезда с этой площадки к воротам установили четыре колонны, увитые гирляндами и перетянутые между собой сетками с живыми цветами, а рядом с колоннами установили хоругви с названиями участвовавших в войне полков и местами их подвигов.
Весь путь от последнего места ночёвки полка между Колпино и Славянкой вдоль дороги колонны солдат встречали жители, бросавшие цветы и венки, так что когда к полудню полк подошёл к Московской заставе, практически у каждого воина штык был ими украшен. По прибытии на площадку перед воротами полк выстроился для парада и в присутствии многих официальных лиц, духовенства и штабных чинов и членов императорской семьи наследник престола, цесаревич Александр совершил объезд полка, приветствуя каждый батальон и благодаря его за службу. После этого полк тронулся через ворота к своим казармам, остановившись ненадолго возле чинов духовенства на молитву, которую провёл митрополит Исидор.
В конце 1879 года стрельбы Морского министерства перенесли с Волкова поля на Охтинское, а здания кордегардий по соглашению с Морским министерством 29 декабря 1879 (10 января 1880) года были возвращены городу. Городская дума приняла решение разместить в кордегардиях полицейский архив. Для этого 22 января (3 февраля) архитектором пятого городского строительного участка Геккером здания были осмотрены, по результатам чего 8 (20) мая начальником технической части градоначальства генерал-майором Мровинским был сделан доклад о состоянии зданий и необходимых переделках, которые включали в себя пробитие новых окон, демонтаж печей на этажах, устройство винтовой лестницы и расширение помещений за счёт ограждения стенами портиков. После долгих обсуждений, в 1883 году, проект был признан слишком дорогостоящим, так что для полицейского архива было приспособлено здание на Екатерининском канале. После этого долгое время здания кордегардий пустовали.

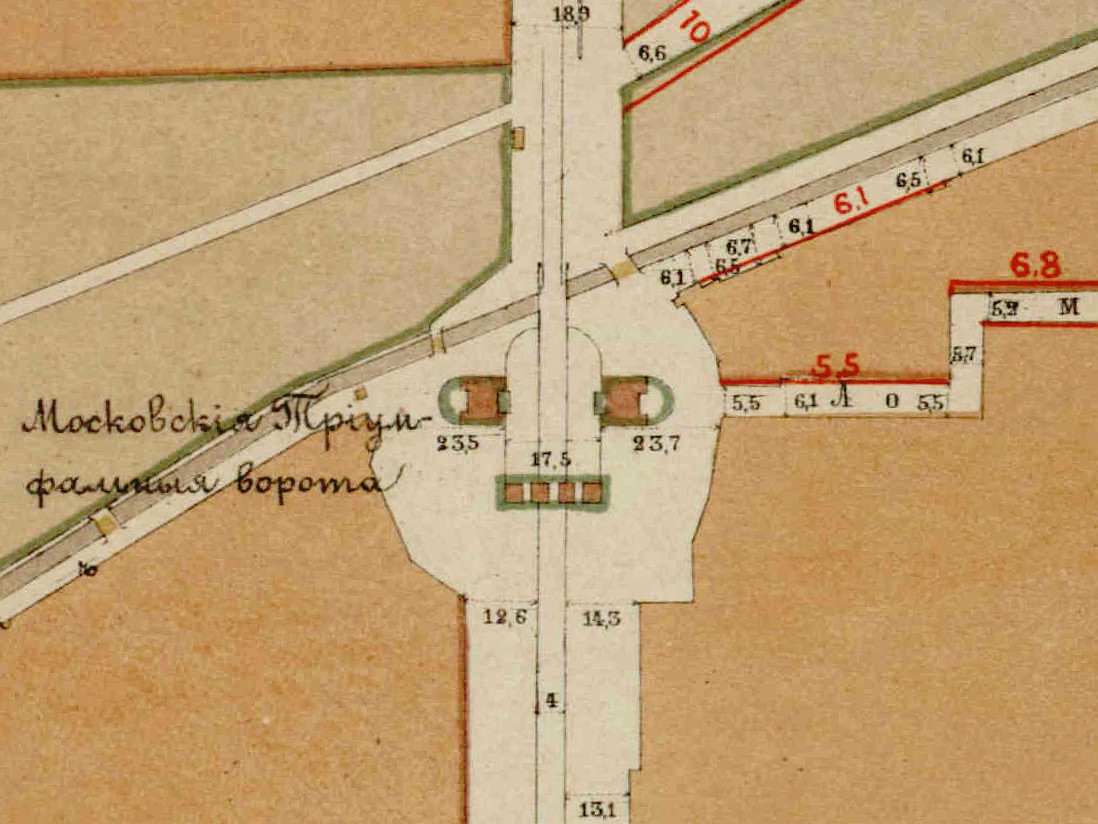
Площадь на плане 1880 года, видны ворота и кордегардии, тонкой линией между ними обозначена ограда
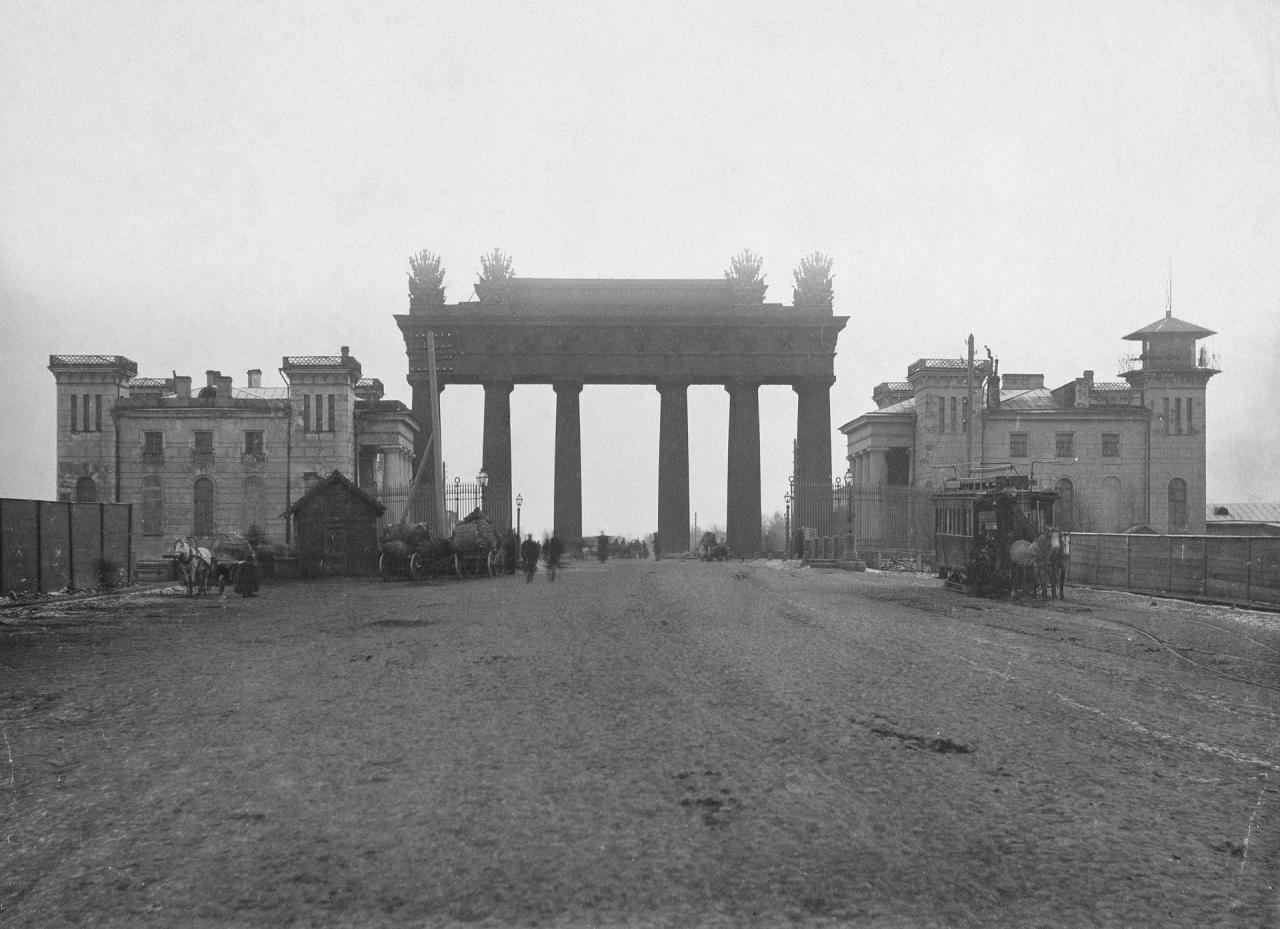
Вид на ворота со стороны города; в кадре вагон конки. Фото Карла Буллы, 1890-е годы
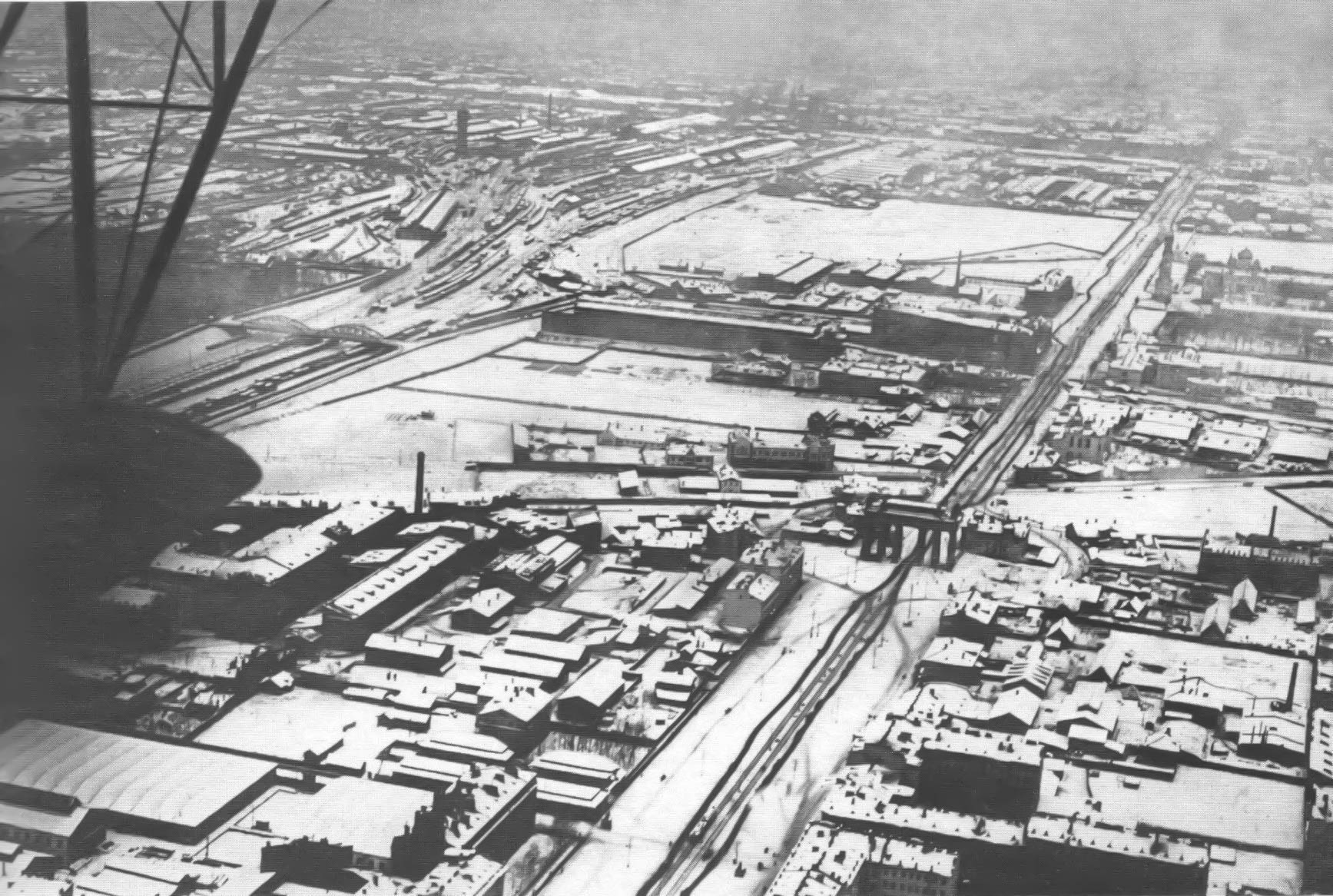
Вид на Забалканский проспект и площадь с борта «Ильи Муромца», фото Александра Раевского, 1914 год
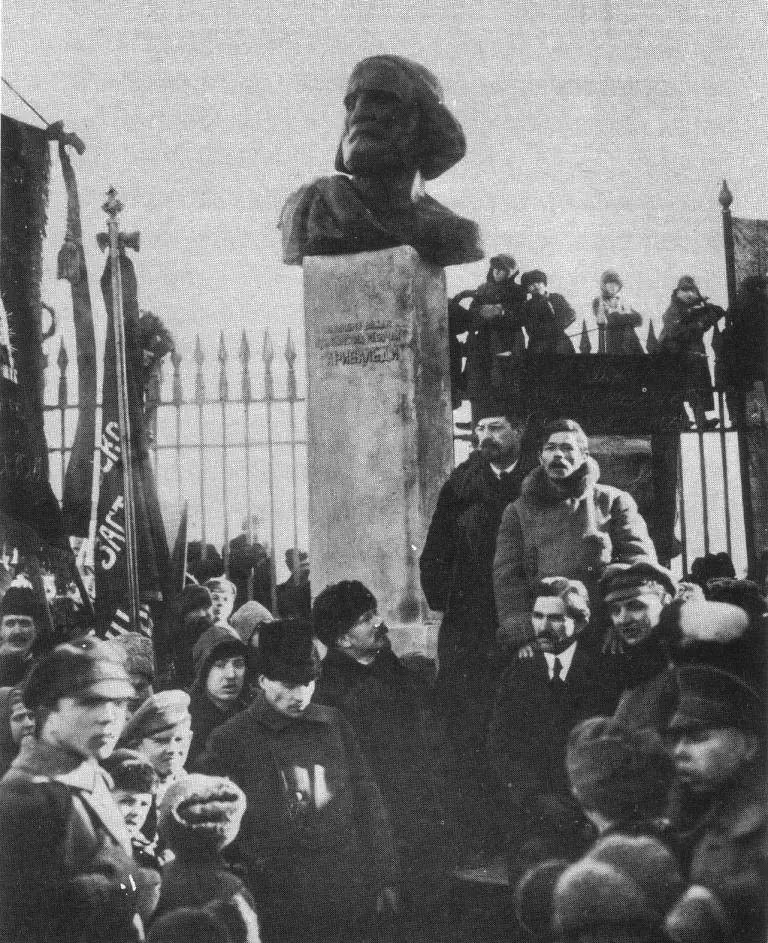
Митинг в честь установки бюста Гарибальди. Рядом с бюстом стоят Анатолий Луначарский и автор бюста Карл Зале, фото Якова Штейнберга, 9 марта 1919 года

К 1886 году город вырос, и обширные участки вдоль Забалканского проспекта за Московской заставой оказались застроены. Поэтому 1 (13) июля на заставе был основан постоянно действующий пожарный резерв, получивший наименование Заставного. Под его нужды было переоборудовано здание западной кордегардии, что включало надстройку одной из угловых башен пожарной каланчой и пристройку конюшни и туалета с проходом из здания через коридор. Работы обошлись городской казне в 9840 рублей.
Здание восточной кордегардии не использовалось вплоть до 1894 года. 30 октября (12 ноября) туда по инициативе своего попечителя архитектора Китнера въехала отпраздновавшая 20-летний юбилей Школа десятников, для чего в практически руинированном здании прошёл капитальный ремонт. Школа принимала строительных рабочих, имевших образование не ниже начального и не менее 4 лет опыта работы и обучала их до уровня десятника, то есть старшего над группой рабочих. Здание было отдано школе в аренду на 4 года. 4 (16) января 1895 года была освящена временная деревянная церковь во имя Преображения Господня, построенная по инициативе обер-прокурора Святейшего Синода Владимира Саблера между воротами и западной кордегардией. В 1897 году неподалёку было начато строительство постоянного каменного храма, после завершения которого, в 1901 или 1902 году, деревянную церковь разобрали. 14 (27) июня 1901 года совет школы обратился к городскому голове с просьбой отдать им в пользование участок земли с восточной стороны кордегардии для организации сада; в обращении совет отмечал, что на тот момент участок был облюбован бродягами, которые не только портили вид местности, но и промышляли грабежом и кражами имущества школы. В обращении также упоминалось, что аналогичный участок с западной стороны от западной кордегардии отдан пожарной части, и на тот момент на нём был разбит сад.
В 1907—1908 годах в связи с необходимостью устройства трамвайной петли вокруг Московских ворот деревянные объездные мосты были заменены на бетонные трубы. В 1909 году трамвай на Забалканском проспекте заменил конку, линию продлили до Рощинской улицы, проложив пути вокруг ворот и кордегардий. 9 марта 1919 года возле ворот был установлен бюст Гарибальди, выполненный латвийским скульптором Карлом Зале. На открытие собралось большое количество народа, представители Петроградского совета, делегации от различных ведомств, Народного комиссариата просвещения и иностранные делегаты. Народный комиссар просвещения Анатолий Луначарский произнёс речь, сообщив собравшимся о создании III Коммунистического интернационала. В октябре того же года, в ходе оборонительных мероприятий в условиях наступления Северо-Западной армии на Петроград на площади была сооружена баррикада.
В 1925 году Управление городских железных дорог предложило проект прокладки трамвайных путей через центральный пролёт ворот вместо обхода их и кордегардий по кругу. Проект получил утверждение губернского инженера 14 сентября, а месяц спустя был утверждён органом охраны памятников — Ленинградским отделением Главнауки. К 1926 году был засыпан участок Лиговского канала от площади до Обводного канала. Примерно в это же время из пешеходных проходов в воротах исчезли скамейки, последний раз они значились в описи за 1926 год. В 1927 году, по завершении работ по прокладке путей через ворота, в пролёте над путями был установлен электрический фонарь.

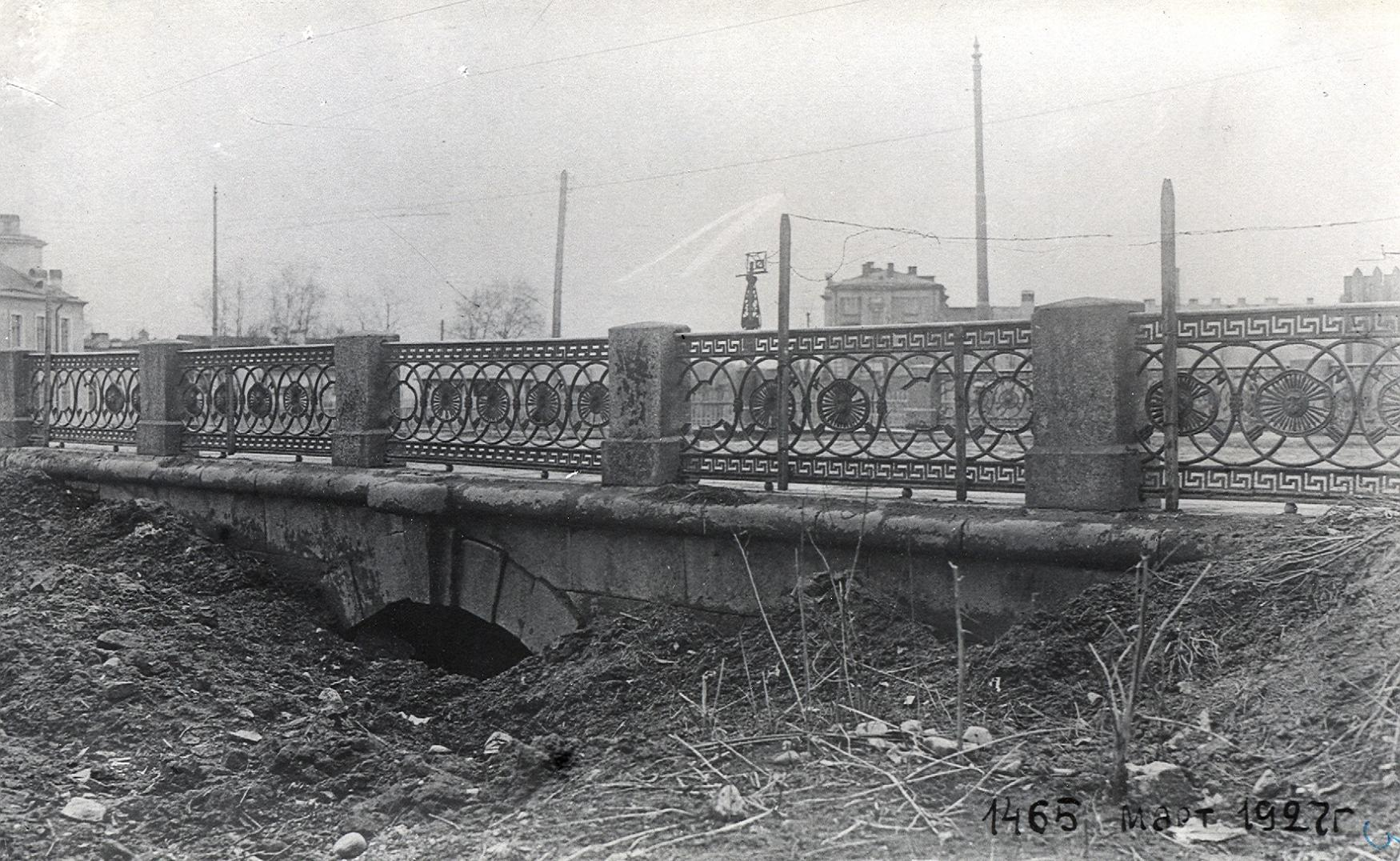
Мост через канал, 1927 год
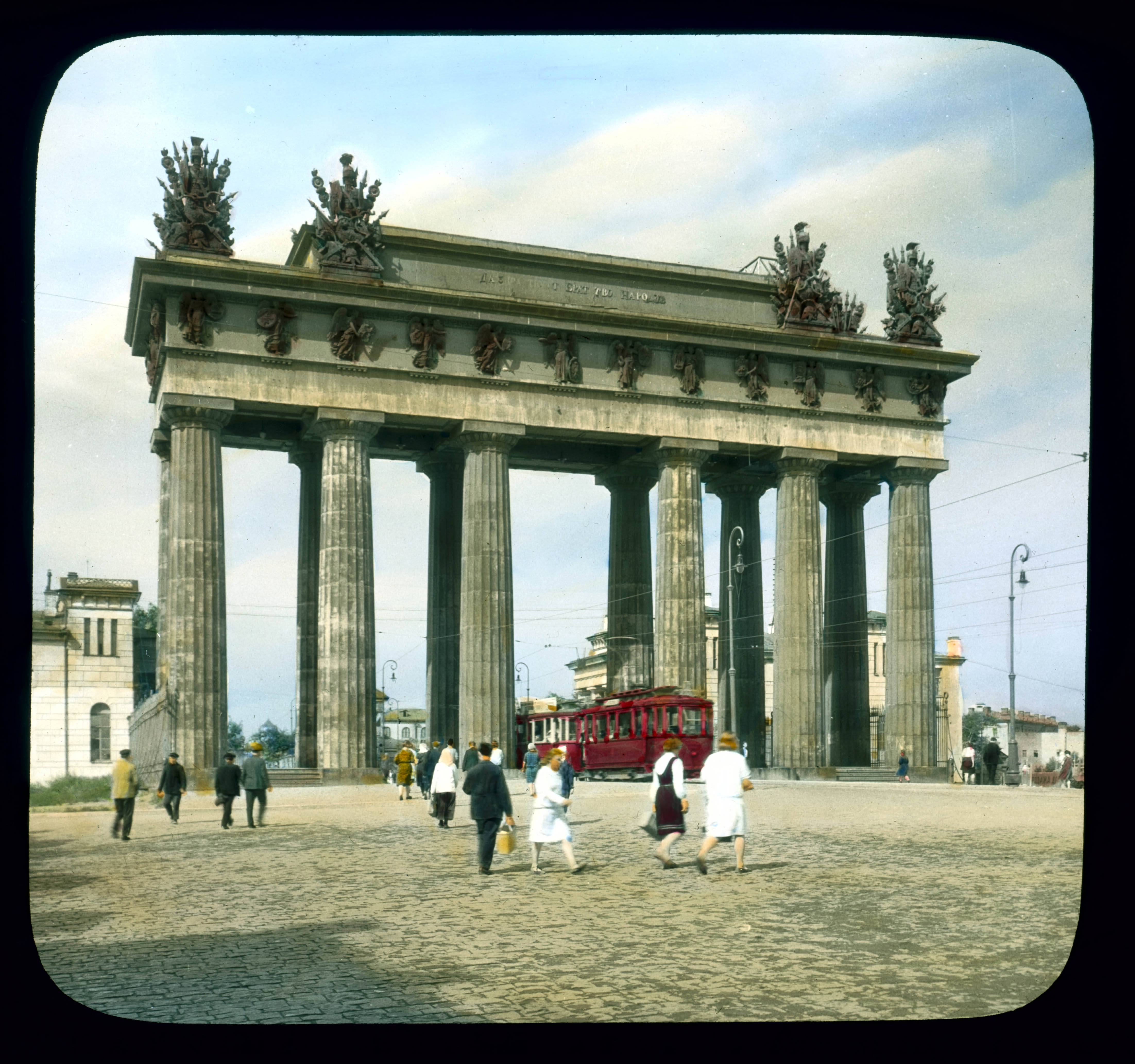
Трамвай МС-1 проезжает через ворота на юг, фото Брэнсона Дэку, 1931 год
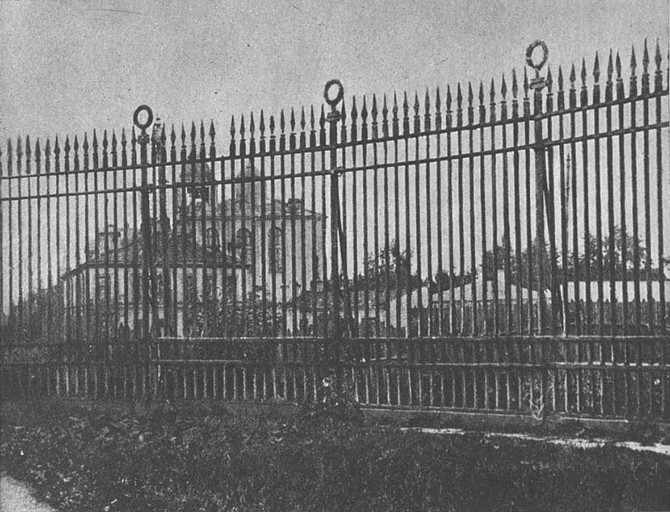
Ограда, 1930-е годы
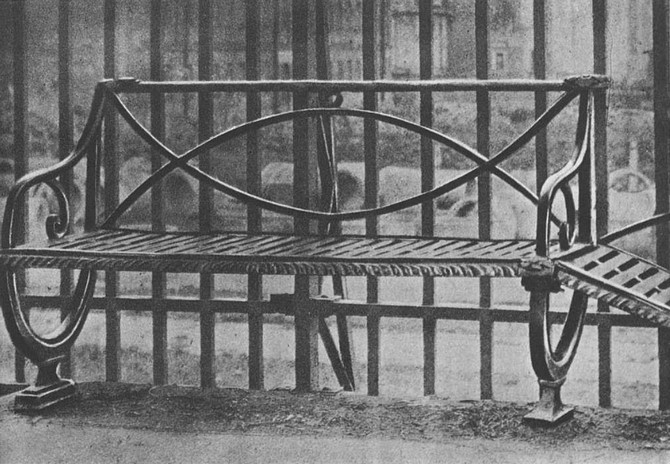
Скамья, 1930-е годы

Согласно плану развития Ленинграда, утверждённому постановлением ВЦИК 10 августа 1935 года, городские власти планировали перенос центра города на юг с обустройством главной площади у Дома Советов. Международному проспекту предполагалось стать главной городской магистралью. Летом 1936 года в архитектурно-планировочном отделе Ленсовета прозвучало предложение разобрать Московские триумфальные ворота для расширения и обустройства развязки Международного проспекта и Лиговской улицы. Против этого высказывались многие архитекторы и деятели искусства, такие как Евгений Катонин и Александр Никольский. Несмотря на это, а также на тот факт, что ворота были признаны памятником государственного значения, первый секретарь горкома Андрей Жданов 15 августа постановил снести ворота. Вся информация по этому вопросу была засекречена.
Разборка ворот, начатая 17 августа, вызвала острую реакцию в обществе: за сохранение ворот выступали многие архитекторы, общественные деятели и простые горожане. Несмотря на это, ворота были разобраны, а кордегардии — снесены; 16 сентября это решение было оформлено документально в виде постановления Ленсовета. Работы велись над действующей трамвайной линией, движение на которой останавливалось только один раз, 24 сентября с 10 до 14 часов. Демонтажные работы были закончены 30 сентября, а 2 ноября закончили укладку асфальта на площади. Достаточно быстро после этого название площади вышло из обихода.
В 1965 году официально безымянная площадь получила наименование Московская, но три года спустя, в 1968 году ей вернули историческое имя; Московской же назвали другую, ранее безымянную, площадь южнее по Московскому проспекту.

## Достопримечательности

### Московские Триумфальные ворота
Московские Триумфальные ворота возведены в 1836—1838 годах по проекту архитектора В. П. Стасова и скульптора Б. И. Орловского в честь побед русского оружия в войнах с Персией и Турцией в 1828—1829 годах. Триумфальные ворота состоят из 12 колонн дорического ордера с канелюрами, основание гранитное, вокруг ворот расположены 14 чугунных тумб и 16 таковых же полутумб. Высота ворот 23 м, длина 36 м. На фризе размещены скульптурные изображения гениев Славы, держащих щиты с гербами российских губерний.

### Московский сад
Московский сад разбили в 1930 году на месте снесённых домов. В 2015 году проводилась реконструкция по проекту архитектора Ф. К. Романовского.

#### Памятник М. А. Милорадовичу
Памятник М. А. Милорадовичу установлен в 2015 году по проекту скульптора А. С. Чаркина и архитектора Ф. К. Романовского. Памятник-бюст графу Михаилу Андреевичу Милорадовичу высотой чуть более 5 м представляет собой градоначальника в военной форме, расположенный на цилиндрическом гранитном постаменте.

### Фабрика-кухня (Московский проспект, дом 114)
Фабрика-кухня или Ленинградский пищевой комбинат или Комбинат детского питания и пищевых концентратов. Здание в стиле конструктивизма построено 1932—1933 годах по проекту архитекторов Е. И. Катонина, Е. М. Соколова. С 1944 года здесь располагается Ленинградский пищевой комбинат, с 1993 года — Комбинат детского питания и пищевых концентратов.

### Заставная пожарная часть (Московский проспект, дом 116)
Заставная пожарная часть. Здание в стиле конструктивизма построено в 1925 году по проекту архитектора Д. П. Бурышкина. Это первая в городе пожарная часть для автомашин. Здание с высокой башней (для просушки пожарных рукавов и осмотра местности) и автомобильным депо.

### Объединения «Скороход»(Московский проспект, дом 105)
Объединения «Скороход». Служебный корпус. Дом в стиле эклектики построено в 1926 году. До начала 1990-х годов в здании размещались службы объединения «Скороход»: отдел кадров, отдел снабжения, отдел техники безопасности, комитет ДОСААФ, обувной магазин.

### Инженерно-экономический университет (Московский проспект, дом 103)
Объединение «Скороход». НИИ Электросила или Инженерно-экономический университет или Санкт-Петербургский государственный экономический университет. Здание построено в 1961 году, до ИНЖЭКОМ совместно занимали «Скороход» и НИИ Электросила.

#### Станция метро «Московские ворота»
Станция метро «Московские ворота». Наземный вестибюль встроен в 1961 году в здание Инженерно-экономического университета по проекту архитекторов А. К. Андреева, А. М. Соколова, В. В. Кудрявцева. Большой наклонный козырек расположен над входом в станцию, его поддерживают две раструбообразные колонны.

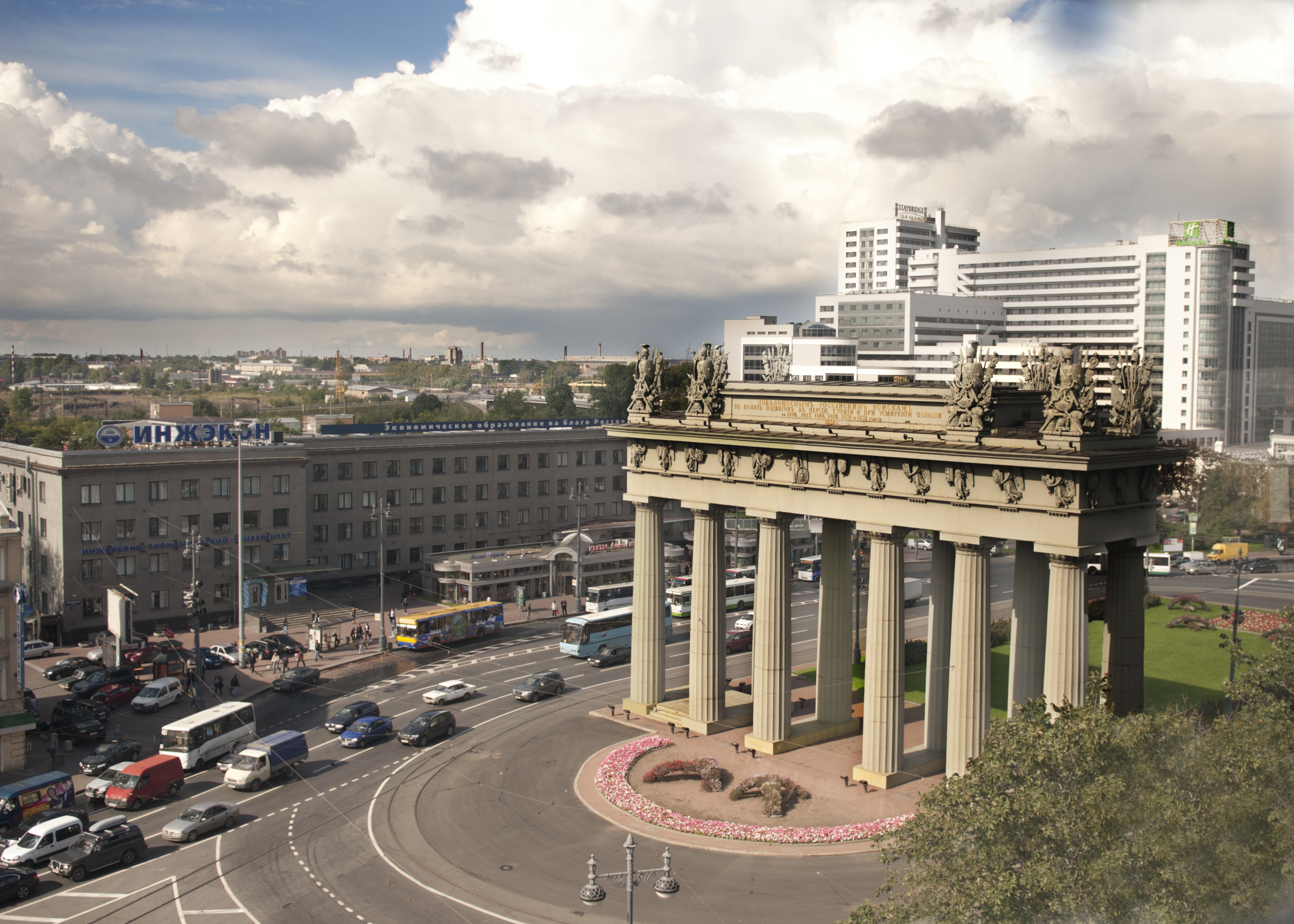
Московские триумфальные ворота
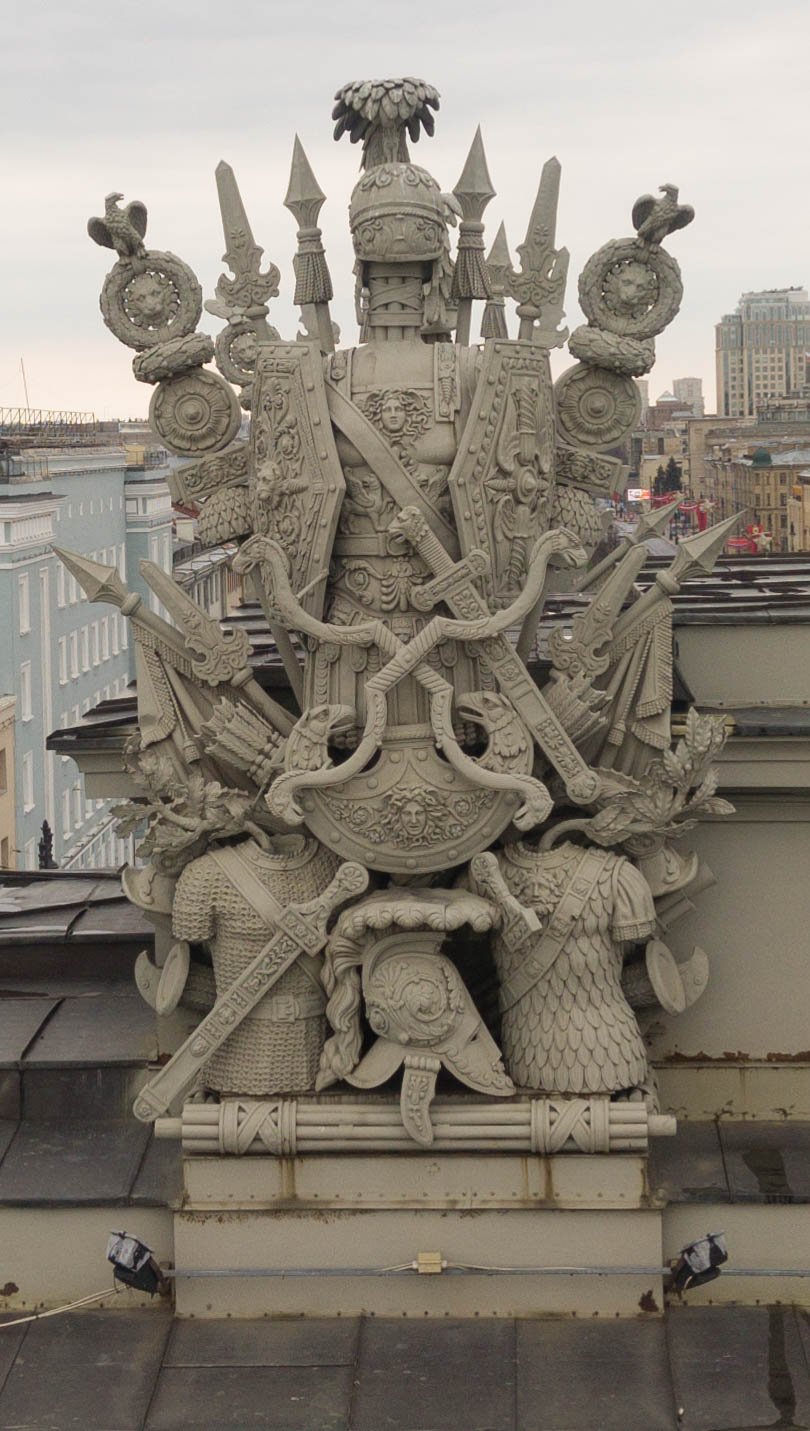
Московские триумфальные ворота, трофеи
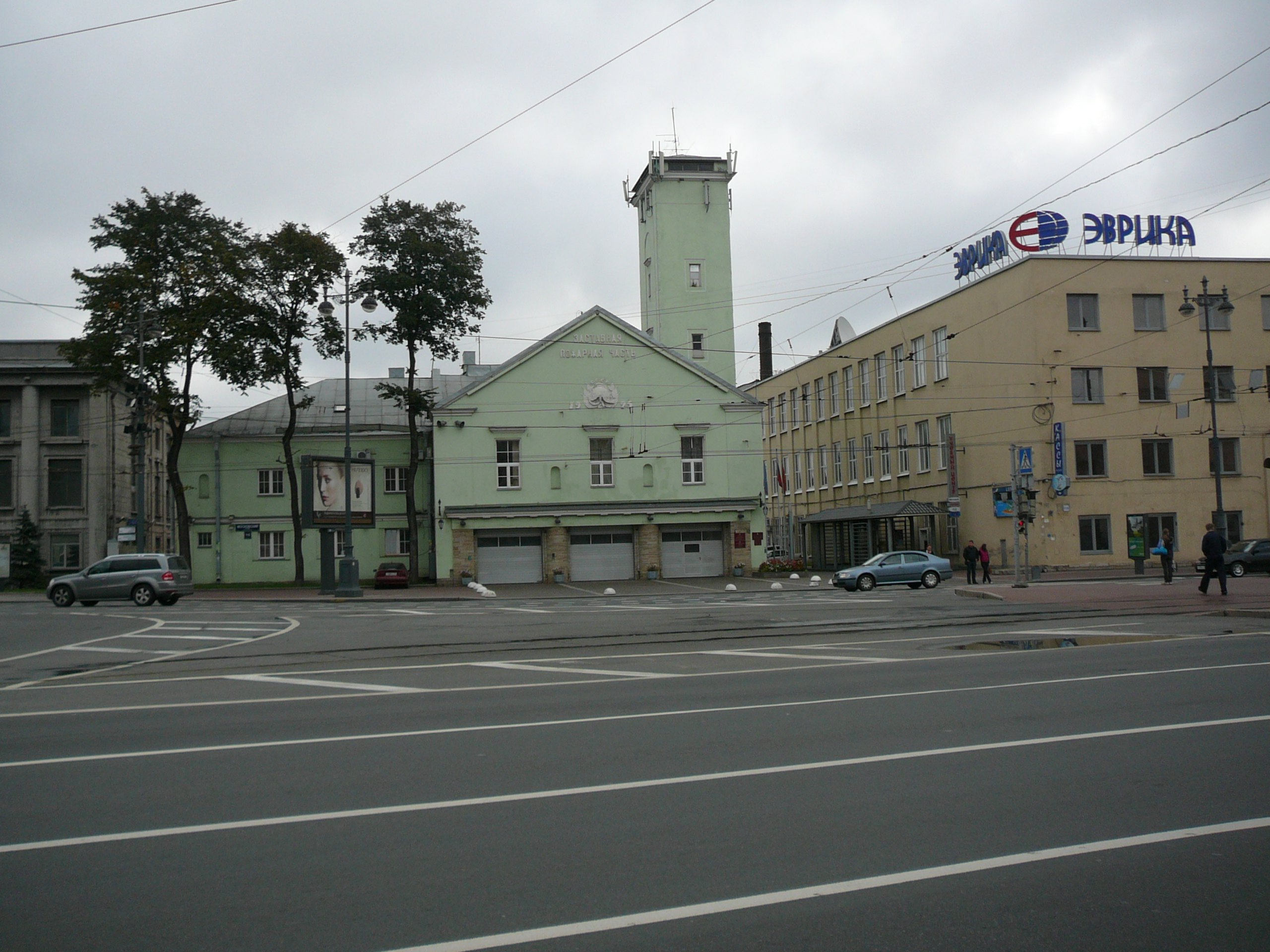
Заставная пожарная часть
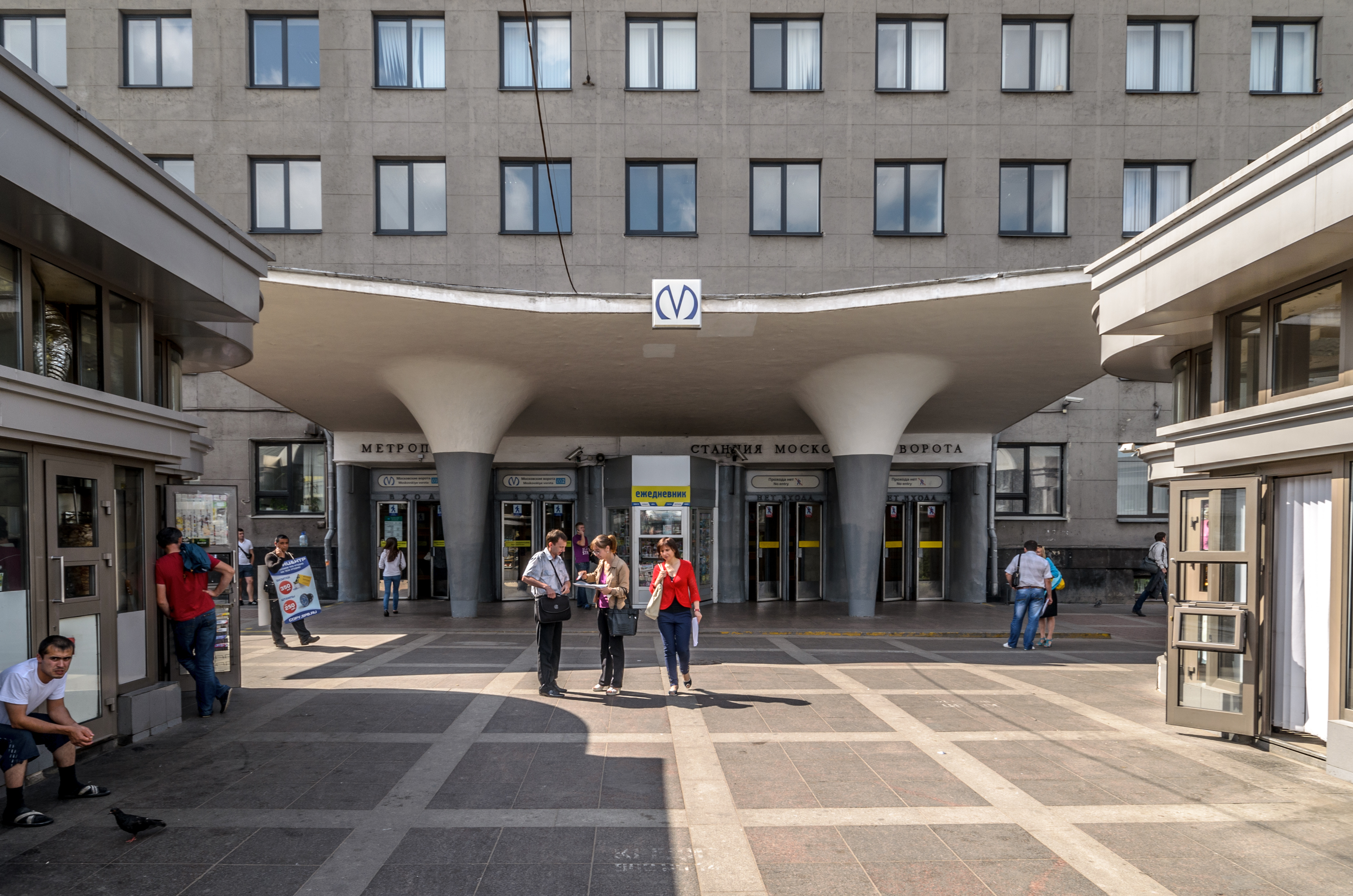
Станция метро «Московские ворота»

## Транспорт
На площади находится станция метро:  «Московские ворота».
На площади есть остановки общественного транспорта:
- «Метро Московские ворота»: автобус 3, 26, 50, 62, 64, 225, 226, 263, 281, троллейбусы 15, 17, 24, 26, 44.
- «Лиговский проспект»: автобус 3, 26, 64.

### Комментарии
1. ↑  Современный адрес — Набережная канала Грибоедова, 103.